# La Reforma
La Reforma – miasto na południowym zachodzie Gwatemali, w departamencie San Marcos. Według danych szacunkowych z 2012 roku liczba mieszkańców wynosiła 8475 osób. 
La Reforma leży około 40 km na południe od stolicy departamentu – miasta San Marcos, oraz około 40 kilometrów na wschód od rzeki Suchiate, będąca rzeką graniczną pomiędzy Gwatemalą a meksykańskim stanem Chiapas. 
Leży na wysokości 978 metrów nad poziomem morza, u podnóża gór Sierra Madre de Chiapas, obniżających się w kierunku Oceanu Spokojnego.

## Gmina La Reforma
Miasto jest także siedzibą władz gminy o tej samej nazwie, która jest jedną z dwudziestu dziewięciu gmin w departamencie. W 2012 roku gmina liczyła 15 511 mieszkańców. Dominującą grupą etniczną są Indianie Majowie posługujący się językiem mam. Gmina jak na warunki Gwatemali jest średniej wielkości, a jej powierzchnia obejmuje 100 km². Mieszkańcy gminy utrzymują się głównie z rolnictwa i hodowli zwierząt. W rolnictwie dominuje uprawa kawy.